# Las aventuras de Moriana
Las aventuras de Moriana és una pel·lícula espanyola de comèdia dirigida per David Perea i Luis Soravilla. Fou rodada a Múrcia i produïda per Morianafilms, integrada per Magdalena S. Blesa, David Perea i Pedro Pruneda, que signaren un contracte amb PremiumCine i People Guiding Media per distribuir-la als Estats Units i a Amèrica del Sud.

## Sinopsi
Una ordre de desnonament obliga a Magdalena i als seus tres fills a abandonar la seva casa. Enmig de l'adversitat, la mare insta els seus fills a seguir sempre endavant siguin quals siguin les circumstàncies. Magdalena projecta llavors muntar un restaurant amb la col·laboració de tota la família, però no funciona. A continuació, lluny de rendir-se, es proposa fer una pel·lícula.

## Repartiment
- Geli Albaladejo...	Pruden
- Magdalena S. Blesa ...	Magdalena
- Silvia Conesa	...	Monja jove
- Luis Fernández de Eribe
- Antonio Hidalgo	... Bruno
- Terele Pávez... Terele
- Carolo Ruiz	... Carolo
- Enrique Villén	... Dimas

## Nominacions
Terele Pávez fou nominada al Premi Unión de Actores a la millor actriu secundària de cinema.